# Computerdansen
Computerdansen is een muziekspel dat met de voeten wordt gespeeld. Men staat op een mat met vier pijlen die naar boven, beneden, naar links en naar rechts wijzen. Op het ritme van de muziek stapt men op de pijlen die het scherm weergeeft. Op een hoog niveau op deze manier dansen toont enorm spectaculair.
Computerdans werd in 1998 voor het eerst beoefend in Japan op een arcade van Konami. Het werd toen Dance Dance Revolution genoemd. Roxors' arcade, de Amerikaanse tegenhanger van de Japanse Konami-arcade noemt In The Groove of ITG en is vooral in Amerika en Europa populair.
Computerdansen is sinds maart 2004 in Noorwegen geregistreerd als officiële sport. Het wordt daar door de Noorse Dansbond gecoördineerd, en er vinden daar wedstrijden plaats zoals een Europacup. Dit computerspel is het eerste dat als sport is erkend. In andere Europese landen worden eveneens kampioenschappen georganiseerd. In de Verenigde Staten van Amerika is het een vast onderdeel van de sportlessen in meer dan 700 scholen.
Computerdans wordt door fitnesscentra met interesse bekeken. Een nieuwe versie maakt het mogelijk dat 32 mensen tegelijk spelen, op matten die zijn aangesloten op een PC. De pijlen worden dan met een beamer weergegeven. De fitnessbusiness verwacht dat zwaarlijvige jongeren deze multiplayer-versie graag zullen beoefenen.